# Бхаванідас
Бхаванідас (*д/н — прибл. 1748) — індійський художник-мініатюрист за часів могольських падишахів від Ауранґзеба до Мухаммад Шаха.

## Життєпис
Відомий як Бхаванідас II (на відміну від художника часів Акбара). З 1700 року став працювати у кітабхане падишаха аурангзеба. Незабаром стає провідним художником імперії. Його стаус зберігався й при наступних падишахів. У 1719 році на запрошення Радж Сінґха. володаря князівства Кішанґарх, й за дозволом падишаха Мухаммада Шаха художник переїздить до м. Кішанґарх. На перебуванні в цьому князівстві припадає другий період творчості Бхаванідаса.

## Творчість
У своїх мініатюрах намагався поєднати традиції могольської мініатюри з традиціями раджастханської мініатюри, а також з іншими школами мініатюри. В перший період своєї творчості (1700–1719 роки) переважно займався зображення представників династії Великих Моголів — синів, онуків Шах Джахана («Дарбар Шах Джахана з чотирма синами та двома онуками», 1710 рік), Ауранґзеба, Тимура і його нащадків. В мініатюрах проглядається все більший формалізм та офіційність у зображенні осіб, хоча у низці картин зберігається реалістичність.

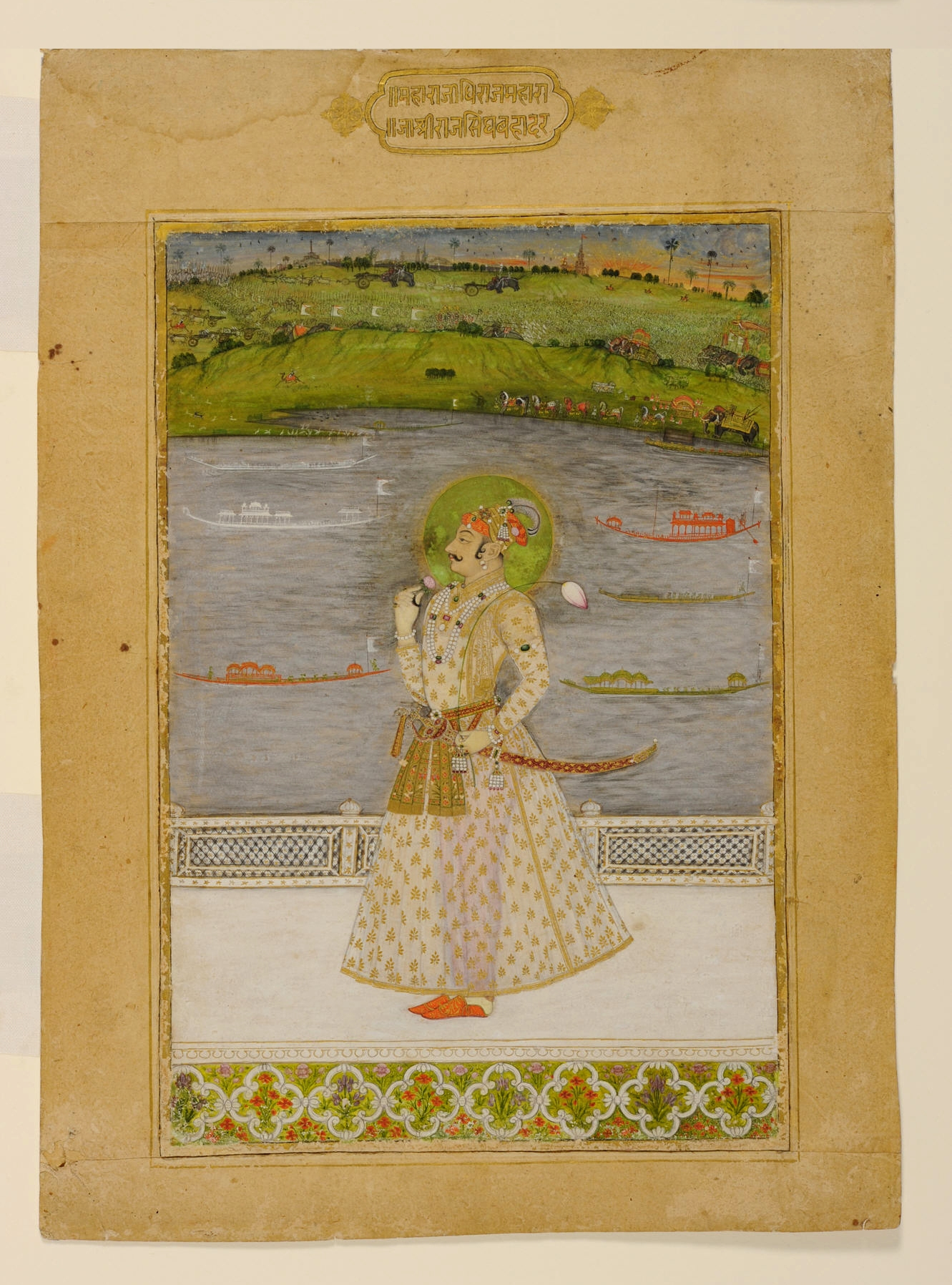
Радж Сінґх на терасі насолоджується виглядом князівських барж і військ

 У другий (1719–1748 роки), Кішанґархський період, Бхаванідас почав експериментувати з новими жанрами, такими як зображеннями коней («Жеребець Кітаб», 1730 рік) і казкових облаштувань для портретів володарів, проклав шлях до виразної характеристиці теми Крішни і Радхі, яка була доведена до досконалості. Справу Бхаванідаса продовжив його син Далчанд.